# Whiskey Lake
PC portables : Kaby Lake Refresh (2e optimisation) Ice Lake (architecture)
Comet Lake (4e optimisation)
Whiskey Lake est le nom de code d’Intel pour une famille de processeurs pour PC portables Skylake 14 nm basse consommation de troisième génération. Intel a annoncé Whiskey Lake le 28 août 2018,,,,.

## Améliorations
- Procédé 14++ nm, identique à celui de Coffee Lake
- Augmentation des fréquences d'horloge turbo (300 à 600 MHz)
- PCH en 14 nm
- Prise en charge native de l’USB 3.1 gen 2 (10 Gbit/s)
- Wi-Fi 802.11ac 160 MHz / WiFi 5 et Bluetooth 5.0 intégrés
- Prise en charge de la mémoire non volatile Optane

## Liste de CPU Whiskey Lake

### Processeurs pour PC portables
Le TDP pour ces CPU est de 15 W, mais il est configurable.
Les Core i5-8365U et i7-8665U supportent la technologie Intel vPro (en).
Les CPU Pentium Gold et Celeron ne supportent pas le jeu d'instructions AVX2.
| Marque de processeur | Modèle | Cœurs (threads) | Fréquence d'horloge du CPU (GHz) | Fréq. horloge Turbo (GHz) Nb. de cœurs | Fréq. horloge Turbo (GHz) Nb. de cœurs | Fréq. horloge Turbo (GHz) Nb. de cœurs | GPU     | Fréq. horloge max GPU (MHz) | Cache L3 (Mo) | cTDP (W) | cTDP (W) | Mémoire               | Prix |
| Marque de processeur | Modèle | Cœurs (threads) | Fréquence d'horloge du CPU (GHz) | 1                                      | 2                                      | 4                                      | GPU     | Fréq. horloge max GPU (MHz) | Cache L3 (Mo) | Up       | Down     | Mémoire               | Prix |
| -------------------- | ------ | --------------- | -------------------------------- | -------------------------------------- | -------------------------------------- | -------------------------------------- | ------- | --------------------------- | ------------- | -------- | -------- | --------------------- | ---- |
| Core i7              | 8665U  | 4 (8)           | 1,9                              | 4,8                                    | 4,7                                    | 4,2                                    | UHD 620 | 1150                        | 8             | 25       | 10       | DDR4-2400 LPDDR3-2133 | $409 |
| Core i7              | 8565U  | 4 (8)           | 1,8                              | 4,6                                    | 4,5                                    | 4,1                                    | UHD 620 | 1150                        | 8             | 25       | 10       | DDR4-2400 LPDDR3-2133 | $409 |
| Core i5              | 8365U  | 4 (8)           | 1,6                              | 4,1                                    | 4,1                                    | 3,8                                    | UHD 620 | 1100                        | 6             | 25       | 10       | DDR4-2400 LPDDR3-2133 | $297 |
| Core i5              | 8265U  | 4 (8)           | 1,6                              | 3,9                                    | 3,9                                    | 3,7                                    | UHD 620 | 1100                        | 6             | 25       | 10       | DDR4-2400 LPDDR3-2133 | $297 |
| Core i3              | 8145U  | 2 (4)           | 2,1                              | 3,9                                    | 3,7                                    | NC                                     | UHD 620 | 1000                        | 4             | 25       | 10       | DDR4-2400 LPDDR3-2133 | $281 |
| Pentium Gold         | 5405U  | 2 (4)           | 2,3                              | NC                                     | NC                                     | NC                                     | UHD 610 | 950                         | 2             | NC       | 12.5     | DDR4-2133 LPDDR3-1866 | $161 |
| Celeron              | 4205U  | 2 (2)           | 1,8                              | NC                                     | NC                                     | NC                                     | UHD 610 | 900                         | 2             | NC       | 12.5     | DDR4-2133 LPDDR3-1866 | $107 |